# 1963 في بلجيكا
فيما يلي قوائم الأحداث التي وقعت خلال عام 1963 في بلجيكا.

## رياضة
- 1 يناير – بطولة العالم لسباق الدراجات على الطريق 1963
- 1 يناير – بطولة العالم للدراجات على المضمار 1963

## موسيقى

### أغاني
من الأغاني التي صدرت هذه السنة في بلجيكا:
- 1 يناير – تومب لا نيج من غناء سلفاتور أدامو.

## مواليد

### يونيو
- 1 يونيو – فيتال بوركيلمانز لاعب كرة قدم بلجيكي.

### أغسطس
- 12 أغسطس – رودي شميتس لاعب كرة قدم بلجيكي.
- 15 أغسطس – داني فيرليندن لاعب كرة قدم بلجيكي.

### أكتوبر
- 19 أكتوبر – لوران أمير بلجيكا